# COFF
A COFF (betűszó az angol Common Object File Format kifejezésből) egy fájlformátum neve a számítástechnikában. Futtatható állományt, (osztott) könyvtárat, tárgykódot tartalmazhat.
Sok Unix-szerű rendszer használja mind a mai napig, sőt a Microsoft Windows PE formátuma – amelyet legfőképp a DLL-ek használnak – is ebben gyökerezik.
Napjainkban a legtöbb korszerű rendszeren leváltotta az ELF.